# Hans Ludwig Rosegger

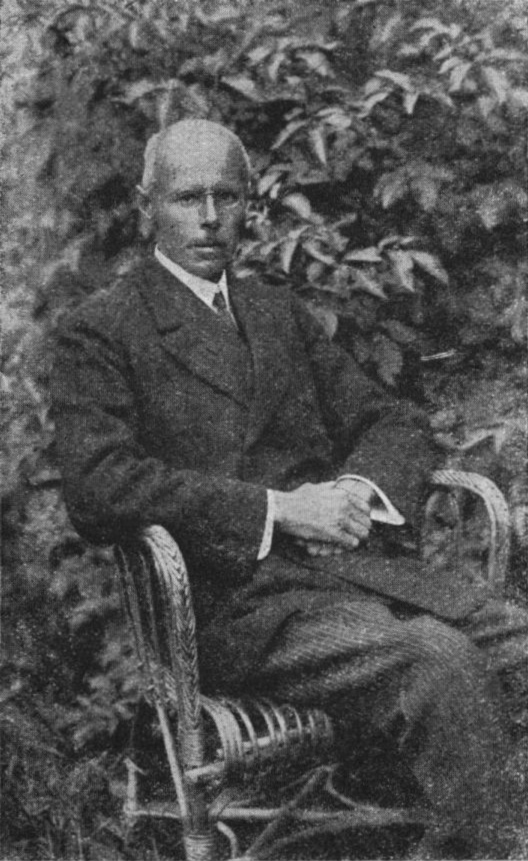
Porträt aus den 1920er Jahren

Johann „Hans“ Ludwig Peter Rosegger (* 19. August 1880 in Krieglach/Steiermark als Joannes Ludovicus Petrus Roßegger; † 17. Februar 1929 in Graz) war ein österreichischer Schriftsteller.

## Leben
Hans Ludwig Rosegger war der Sohn des Schriftstellers Peter Rosegger mit dessen zweiter Frau Anna Knaur. Hans Ludwig Rosegger besuchte die Volksschule und das Gymnasium in Graz; anschließend studierte er Rechtswissenschaft an den Universitäten in Leipzig und Graz. 1905 promovierte er mit einer staatsrechtlichen Dissertation zum Doktor der Rechte. In den darauffolgenden Jahren setzte er seine sozial- und staatswissenschaftlichen Studien in Wien, Zürich und Heidelberg fort. Nachdem er sich in seinem Heimatort Krieglach niedergelassen hatte, unternahm er ausgedehnte Reisen durch Österreich und Deutschland sowie nach Frankreich, Italien und Ägypten. Ab 1910 war er Schriftleiter der von seinem Vater gegründeten Monatszeitschrift „Heimgarten“, die er unter dem Titel „Roseggers Heimgarten“ weiterführte. Hans Ludwig Roseggers eigenes literarisches Werk bestand vorwiegend aus Romanen und Erzählungen, in denen er extrem deutschnationale, antidemokratische und teilweise rassistische Positionen einnahm.

## Werke
- Das parlamentarische Interpellationsrecht. Rechtsvergleichende und politische Studie (= Staats- und völkerrechtliche Abhandlungen. Bd. 6, H. 2, ZDB-ID 502124-8). Duncker & Humblot, Leipzig 1907 online – Internet Archive.
- Die Verbrecherkolonie. Ein Tagebuch. Krüger, Berlin-Zehlendorf 1907.
- Gottlieb Alcibiades Pengrat. Ein Lebensschicksal. Krüger, Berlin-Zehlendorf 1908.
- Petitionen, Bitten und Beschwerden. Ein Beitrag zur Entwicklungsgeschichte moderner Verfassungen in rechtsvergleichender Darstellung. Vahlen, Berlin 1908.
- Der Stegreifritter. Der Zug um 6 Uhr 10. Zwei Novellen. Seifert, Köstritz u. a. 1909.
- Die blutrote Perle und andere Sonderbarkeiten. Seifert, Köstritz u. a. 1910.
- Die Komödiantin Magdalene. Seifert, Köstritz u. a. 1911.
- Und David sah ein Weib. Seifert, Köstritz u. a. 1912.
- Der Golfstrom. Roman. Schuster & Loeffler, Berlin u. a. 1913. (Digitalisat)
- Peter Lenz und andere Geschichten (= Universal-Bibliothek 5515, ZDB-ID 134899-1). Reclam, Leipzig 1913.
- Von Königen und Jakobinern Seifert, Köstritz u. a. 1913–1914;
  - 1. 1913;
  - 2: Das Buch der Kaiser. 1914.
- Eine kleine Frau. Die Geschichte einer Frühlingsehe. Schuster & Loeffler, Berlin u. a. 1914.
- Urban und die Schlangen. Roman. Schuster & Loeffler, Berlin 1917.
- Die tanzende Bärin. Roman. Schuster & Loeffler, Berlin 1918.
- Hart auf den Fersen (= Kriminalromane aus Dichter-Händen). Schuster & Loeffler, Berlin 1919.
- Polycarpe, der Erbarmungslose. Roman. Schuster & Loeffler, Berlin 1919.
- „O du mein Österreich“ (= Zellenbücherei. Bd. 47, ZDB-ID 845749-9). Dürr & Weber, Leipzig 1920.
- Frau Sphinx. Schuster & Loeffler, Berlin 1921.
- Die Kaisertragödie von Queretaro (= Geschichten aus der Geschichte. Bd. 11, ZDB-ID 2212449-4). Hachmeister & Thal, Leipzig 1922.
- Peter der Mensch. Roman. Heimatverlag L. Stocker, Graz 1924.
- Roseggers Waldheimat einst und jetzt. Leykam, Graz 1924.
- Achaz Hasenhüttl und die Weltgeschichte. Deutsche Landbuchhandlung, Berlin 1925.
- Der Flieger von Hohenwang. Erzählung (= Kranz-Bücherei. H. 55/56, ZDB-ID 1192627-2). M. Diesterweg, Frankfurt am Main 1925.
- Von Engeln, Bäumen und Querköpfen. Erzählungen (= Deutsche Hausbücherei. Bd. 183). Österreichischer Schulbücherverlag, Wien 1926.
- Zentralbank A.G. Roman. Antaios, Leipzig 1926.
- Von der „Quetsche“ zum Großbetrieb. Die Geschichte der Firma Brüder Reininghaus, Aktien-Gesellschaft für Brauerei- und Spiritus-Industrie, in Steinfeld bei Graz, Steiermark. = Brüder Reininghaus, Aktien-Gesellschaft für Brauerei- und Spiritus-Industrie. 1853–1928. Herausgegeben anläßlich des 75-jährigen Bestandes der Firma. Selbstverlag der Brüder Reininghaus Aktien-Gesellschaft für Brauerei und Spiritus-Industrie, Steinfeld bei Graz 1928.

## Herausgeberschaft
- mit Florian Asanger und Karl d’Ester: Deutsch-Österreich. Ein Heimatbuch (= Brandstetters Heimatbücher deutscher Landschaften. Bd. 15). Brandstetter, Leipzig 1923.
- Peter Rosegger: Ein Geschichtenbuch (= Deutsche Hausbücherei. Bd. 100). Österreichischer Schulbücherverlag, Wien 1924.
- Peter Rosegger und sein Heimatland, die grüne Steiermark. Eine Wanderung in Bildern durch die Stätten seiner Werke. F. Zillessen, Berlin 1925.
- Peter Rosegger: Werke. Gedenkausgabe. Staackmann, Leipzig;
  - 1: Die Schriften des Waldschulmeisters. 1928.
  - 2: Jakob der Letzte. 1928.
  - 3: Peter Mayr, der Wirt an der Mahr. 1928.
  - 4: Erdsegen. 1928.
  - 5: Alpensommer. 1928.
  - 6: Die Abelsberger Chronik. 1928.
  - N.F. 1: Das ewige Licht. 1929.
  - N.F. 2: Martin der Mann. 1929.
  - N.F. 3: Weltgift. 1929.
  - N.F. 4: Die Försterbuben. 1929.
  - N.F. 5: Nixnutzig Volk. 1929.
  - N.F. 6: Sonnenschein. 1929.